# 2012 في فنزويلا
فيما يلي قوائم الأحداث التي وقعت خلال عام 2012 في فنزويلا.

## سياسة

### تعيين في المنصب
- 13 أكتوبر – نيكولاس مادورو نائب رئيس فنزويلا [الإنجليزية]‏.

## رياضة
- 1 يناير – فنزويلا في الألعاب الأولمبية الصيفية 2012

## وفيات

### يناير
- 1 يناير – لياندرو أريستيغياتا (مواليد 1923) عالم نبات فنزويلي.